# 수동면역
수동면역(受動免疫, passive immunity)은 다른 개체가 만든 항체 덕분에 면역능력을 가지는 것이다. 대표적으로 어머니로부터 들어온 항체인 모체이행항체(母體移行抗體, maternal antibody)가 있다.

## 급성 독소 노출
특정 뱀의 독소를 말에 주입하여 독소에 대한 항체가 생성되도록 한 후, 이를 순수 분리한다. 사람이 동일한 뱀에 물릴 경우, 순수 분리한 항체를 정맥 주사한다. 항체가 뱀 독소를 감싸서 불활성화하는데, 이를 중화한다고 한다. 이때 사람의 몸에서는 말에서 얻은 항체의 불변 부위에 대한 항체와 기억 세포가 생성된다. 따라서 말에서 얻은 항체를 한 번 투여 받은 사람은 다시는 말에서 얻은 항체를 투여 받을 수 없게 된다. 이러한 문제점을 해결하기 위해 말에서 얻은 항체의 불변 부위를 인간 항체의 불변 부위로 대체하여 사용한다.

## 신생아로의 전달
태아는 면역계가 충분히 발달하지 못한 상태이기 때문에, 모체에서 생성된 IgG 항체가 태반을 통해 태아에게 전달된다. 신생아도 면역계가 충분히 발달하지 않은 상태이기 때문에, 모유 수유를 통해 항체(주로 IgA)가 신생아에게 전달된다.

## 같이 보기
- 적응 면역
- 면역